# ASAP (rockband)
ASAP was de band van gitarist en zanger Adrian Smith die voornamelijk bekend is als gitarist van de heavymetalband Iron Maiden. ASAP is het acroniem voor "Adrian Smith And Project". De band heeft een album uitgebracht met als titel Silver and Gold.

## Geschiedenis
Na het uitbrengen van het album Seventh Son of a Seventh Son in 1988 en de daaropvolgende Seventh tour of a Seventh tour-tournee van bijna 1 jaar, besloten de bandleden van Iron Maiden een pauze in te lassen in 1989. Adrian Smith gebruikte dit moment om een band op te richten.
De nieuwe band kwam voort uit Urchin, een hardrockband waar Smith vanaf 1974 tot 1980 de gitarist/zanger was. Smith speelde met Andy Barnett, Dave Colwell en Richard Young in wisselende bezettingen van Urchin, totdat de band ophield te bestaan in 1981 toen Smith overstapte naar Iron Maiden.
In 1986 vond er al een kleine reünie van Urchin plaats toen Iron Maiden in een hiatus zat na de World Slavery tour. Smith vormde met Maidendrummer Nicko McBrain en Urchin-oudgedienden Colwell en Barnett de band The Entire Population of Hackney. Ze traden eenmalig op in de Londense Marquee Club met nog enkele gastmuzikanten. Ze speelden daar voornamelijk nieuwe nummers, waaronder "Silver and Gold" (de latere titel van het ASAP-album), "Fighting man", "School days" en "When she's gone". De laatste drie zouden door ASAP worden opgenomen en gebruikt als B-kanten voor hun singles. Ook speelden ze drie nummers die later zouden worden opgenomen door Iron Maiden: "Juanita", "Reach Out" en "That Girl".
Toen Smith in 1989 ASAP oprichtte, vroeg hij zijn vroegere collega's en vrienden Colwell, Barnett en Young voor de nieuwe band. Ook wilde hij Nicko McBrain als drummer, maar omdat die op het punt stond in het huwelijk te treden, had deze geen tijd. In plaats daarvan werd Zak Starkey, zoon van drummer Ringo Starr, gevraagd.
Het eerste en tevens enige album van ASAP week af van het werk dat Smith eerder met Iron Maiden had gemaakt. Het was niet zo zwaar en werd daarom gekenmerkt als progressieve rock en/of hardrock. Ook trad Smith op als zanger, terwijl hij bij Maiden enkel gitaar speelde. Ondanks een tournee en twee singles sloeg het album niet aan, en de band werd ontbonden.

## Bandleden
- Adrian Smith - zang, solo- en slaggitaar, akoestische gitaar
- Andy Barnett - sologitaar, akoestische gitaar, slidegitaar, achtergrondzang
- Dave Colwell - solo- en slaggitaar, akoestische gitaar, achtergrondzang
- Richard Young - keyboards, sequence programming
- Robin Clayton - basgitaar
- Zak Starkey - drums, percussie

## Discografie
Silver and Gold (album)
Alle nummers geschreven door Barnett, Colwell, Smith en Young
1. "The Lion" - 3:54
2. "Silver and Gold" - 4:50
3. "Down the Wire" - 5:06
4. "You Could Be a King" - 3:38
5. "After the Storm" - 5:50
6. "Misunderstood" - 4:25
7. "Kid Gone Astray" - 4:24
8. "Fallen Heroes" - 4:32
9. "Wishing Your Life Away" - 4:05
10. "Blood on the Ocean" - 6:01

Gastmuzikant: Stevie Lange - achtergrondzang op "After the Storm"
Silver and Gold (cd-single)
1. "Silver and Gold (12" Remix)" (Barnett/Colwell/Smith/Young) - 4:47
2. "Blood Brothers (Alternative Version)" (Barnett/Colwell/Smith/Young) - 3:33
3. "Fighting Man" (Smith) - 3:56

Down the Wire (cd-single)
1. "Down the Wire (Long Distance Mix)" (Barnett/Colwell/Smith/Young)
2. "When She's Gone" (Smith)
3. "School Days" (Smith)